# Vega Aircraft Company
Vega Aircraft Company era un'azienda aeronautica nata nel 1937 come filiale della Lockheed Corporation per l'elaborazione del progetto di un nuovo aereo leggero. Il nome originale dell'azienda era AiRover Company, presto cambiato in onore del primo velivolo prodotto dalla casa madre, il Lockheed Vega.

## Storia
La Vega, dopo aver prodotto alcuni prototipi civili, nel 1940 modificò la propria vocazione dalla progettazione di aerei civili alla costruzione di aerei militari. Il primo aereo militare prodotto fu l'aereo da addestramento NA-35, seguito dal pattugliatore marittimo Lockheed Hudson, progettato per essere utilizzato dalla RAF.
Successivamente la Vega entrò in un consorzio (formato, oltre alla Vega, dalla Boeing e dalla Douglas) chiamato BVD per la produzione in serie del bombardiere B-17 Flying Fortress. Alla fine della guerra, su oltre 12.000 bombardieri di questo tipo prodotti dalle aziende statunitensi, 2.750 furono prodotti proprio dalla Vega.
Alla fine del 1943 la Vega venne accorpata all'interno della Lockheed Corporation, avendo di gran lunga superarto il suo scopo iniziale di produzione di aerei civili.